# Lynn Carlin
Lynn Carlin, nata Mary Lynn Reynolds (Los Angeles, 31 gennaio 1938), è un'attrice statunitense.

## Biografia
Ottenne la candidatura ai Premi Oscar 1969 come miglior attrice non protagonista per la sua interpretazione in Volti, suo film d'esordio. Successivamente prese parte ad altri film come Tick... tick... tick... esplode la violenza (1970), Taking Off (1971), Uomini selvaggi (1971), La morte dietro la porta (1972) e serie TV. Madre del giornalista Dan Carlin, nel 1972 fu candidata come migliore attrice ai Premi BAFTA.

## Filmografia parziale

### Cinema
- Volti (Faces), regia di John Cassavetes (1968)
- Tick... tick... tick... esplode la violenza (...tick... tick... tick...), regia di Ralph Nelson (1970)
- Taking Off, regia di Miloš Forman (1971)
- Uomini selvaggi (Wild Rovers), regia di Blake Edwards (1971)
- Baxter!, regia di Lionel Jeffries (1973)
- La morte dietro la porta (Dead of Night), regia di Bob Clark (1974)
- Baci da Parigi (French Postcards), regia di Willard Huyck (1979)
- I magnifici sette nello spazio (Battle Beyond the Stars), regia di Jimmy T. Murakami (1980)
- La casa di Mary (Superstition), regia di James V. Roberson (1982)

### Televisione
- Gunsmoke – serie TV, episodio 18x09 (1972)
- L'incredibile Hulk (The Incredible Hulk) – serie TV, episodio 3x03 (1979)
- Un assassino in famiglia (A Killer in the Family), regia di Richard T. Heffron – film TV (1983)
- La signora in giallo (Murder, She Wrote) – serie TV, episodio 4x05 (1987)

## Doppiatrici italiane
Da doppiatrice è sostituita da:
- Angiolina Quinterno in I magnifici sette nello spazio